# Servia (Vilacoba)
Servia es una aldea del municipio de Lousame en la provincia de La Coruña, España. Está situada en la parroquia de Santa Eulalia de Vilacoba al noreste del municipio. 
En 2021 tenía una población de 62 habitantes (31 hombres y 21 mujeres). Está situada a 324 metros sobre el nivel del mar a 10,5 km de la cabecera municipal. Las localidades más cercanas son Vilacova, Comparada, Vilachán y Fontefría.